# Leptopelis cynnamomeus
Espèce
Synonymes
- Hylambates cynnamomeus Bocage, 1893
- Leptopelis moeroensis Laurent, 1973

Statut de conservation UICN

 LC  : Préoccupation mineure
Leptopelis cynnamomeus est une espèce d'amphibiens de la famille des Arthroleptidae.

## Répartition
Cette espèce se rencontre dans le nord-ouest de la Zambie, en Angola et dans le sud du Congo-Kinshasa.

## Publication originale
- Bocage, 1893 : Diagnoses de quelques nouvelles espèces de reptiles et batraciens d'Angola. Jornal de Sciências, Mathemáticas, Physicas e Naturaes, Lisbõa, ser. 2, vol. 3, p. 115-121 (texte intégral).